# Beeldend Benelux
Beeldend Benelux. Biografisch handboek is een zesdelig naslagwerk over de beeldende kunst, uitgegeven in 2000 onder redactie van de heer P.M.J.E. Jacobs.

## Beeldend Benelux. Biografisch handboek
In dit naslagwerk zijn in alfabetische volgorde de beeldende kunstenaars uit de gehele Benelux opgenomen, uit de periode van circa 1600 tot 2000. Elke kunstenaar wordt vermeld met een beknopte biografie, een beschrijving en karakteristiek van het werk, inclusief selecties van groeps- en eventuele solo-exposities en verwijzingen naar literatuur. Het zesdelige naslagwerk werd in 2000 uitgegeven door de Stichting Studiecentrum voor Beeldende Kunst Tilburg in twee verschillende edities; de eindredactie was in handen van drs. P.M.J.E. Jacobs. Door het RKD wordt op zijn website bij de artikelen over kunstenaars systematisch naar dit uitgebreide handboek verwezen, evenals naar het vergelijkbare, tweedelige werk van Pieter A. Scheen: Lexicon Nederlandse Beeldende Kunstenaars 1750-1950 dat al veel eerder verscheen, in 1969-1970.

### Twee uitvoeringen
De gewone editie van Beeldend Benelux. Biografisch handboek behelst zes banden met in totaal circa 4000 bladzijden, met zwart-wit-illustraties. Deze standaard editie is in kunstleer gebonden en heeft ISBN 9080570710. Er bestaat bovendien een luxe-editie die in heelleer is gebonden, Romeins is genummerd, en gesigneerd door de voorzitter van de Tilburgse stichting en de eindredacteur. Deze editie heeft ISBN 9789080570719; de oplage bedroeg 125.

## Vroegere versie: Beeldend Nederland
Het lexicon Beeldend Benelux kan worden gezien als de opvolger en voortzetting van de tweedelige uitgave Beeldend Nederland uitgegeven in 1993, waarvan ook de heer Jacobs de eindredacteur was. In het voorwoord van deze editie wordt gesteld dat de kunstenaars zijn opgenomen van de moderne en hedendaagse tijd - merendeels werkend in de 20ste eeuw. In totaal staan er 17000 namen vermeld. Enkele jaren ervoor verscheen P.M.J. Jacobs, Beeldend Nederland. Biografisch handboek, Tilburg 1993 (twee delen). In deze eerste Jacobs Lexicon zijn fotografen, vormgevers en beoefenaars van de kunstnijverheid opgenomen.